# Antônio Conserva Feitosa
Antônio Conserva Feitosa (Triunfo, 14 de janeiro de 1907 - Juazeiro do Norte, 26 de dezembro de 2007), foi um médico e político brasileiro. 
Formado em medicina pela Universidade Federal de Pernambuco em 1934, instalou-se em Juazeiro do Norte em 1940.
Em 1945, foi nomeado interventor de Juazeiro do Norte pelo então Governador Francisco de Meneses Pimentel. Voltou a assumir o executivo do município em duas ocasiões, 1947 e 1958, em ambas eleito por voto popular. Em 1951, elegeu-se deputado estadual.
No município de Juazeiro do Norte, foi responsável pela implatação do sistema de energia elétrica; fundou o Rotary Clube; e ocupou os cargos de diretor da Escola Técnica do Comércio e médico do antigo Instituto Nacional de Previdência Social (INPS). 